# Renaissance Tower
La Renaissance Tower o Torre Renacimiento es un rascacielos de 56 plantas localizado en Dallas, Texas. Antiguamente fue el edificio sede de Blockbuster, Inc., hasta su desaparición en 2013. 

## Características
Con una altura de 270 metros, es el segundo rascacielos más alto de Dallas, el quinto de Texas, y el vigésimo tercero de Estados Unidos. El edificio fue diseñado por la firma Hellmuth, Obata and Kassabaum en 1974, y renovado por los arquitectos Skidmore, Owings and Merrill en 1986. 
En el momento en que se finalizó su construcción, era el más alto de Dallas con 216 metros. Sin embargo, en 1985 su altura se vio superada por el Fountain Place, y el Bank of America Plaza. Además, se preveía que pronto sería sobrepasado por otras dos construcciones: la Comerica Bank Tower, y la JPMorgan Chase Tower. 
Fue este el motivo de la renovación de 1986, en la que se renovó el revestimiento exterior de cristal del edificio. También se colocaron varias torres decorativas en la parte alta del edificio, la mayor de las cuales medía 54 m. Con esto, la torre alcanzó los actuales 270 m.